# 格里格斯維爾蘭丁 (伊利諾伊州)
格里格斯維爾蘭丁（英語：Griggsville Landing）是位於美國伊利諾伊州派克縣的一個非建制地區。該地的面積和人口皆未知。

## 地理
格里格斯維爾蘭丁的座標為39°41′49″N 90°38′51″W / 39.69694°N 90.64750°W，而該地的平均海拔高度為133米（即436英尺）。